# Фиокко, Пьетро Антонио
Пьетро Антонио Фиокко (29 сентября 1632, Треньяго — 3 сентября 1714, Брюссель) — итальянский и затем нидерландский композитор и дирижёр.
Родился в Треньяго около Вероны, хотя во многих источниках местом рождения впоследствии указывалась Венеция. О его детстве и музыкальном образовании в Италии мало что известно. В Амстердам смог переехать благодаря помощи нидерландского консула в Венеции; это произошло в 1681 году. В 1682 году переехал в Брюссель, в Австрийские Нидерланды, где поступил на службу к князю Евгению Александру, вскоре также был назначен капельмейстером местного Нотр-Дама. С 1694 года входил в руководство первого публичного оперного театра в Брюсселе. С момента открытия в 1700 году театра де ла Монне дирижировал там, затем участвовал в управлении этим учреждением. Имел 15 детей; один из его сыновей, Джузеппе Гектор, также стал композитором.
Писал в основном произведения для церкви — sacri concerti, мессы, мотеты, песнопения и так далее. В 1681 году написал музыку для оперы «Helena rapita da Paride», в 1682 году — музыку для вступлений целого ряда опер.